# عمر چاپارو
عمر چاپارو (به انگلیسی: Omar Chaparro) (زاده ۲۶ نوامبر ۱۹۷۴) بازیگر، کمدین، مجری تلویزیون و خواننده مکزیکی است.
از کارهای معروف او می‌توان به بازی در فیلم نمایش سگ‌ها اشاره کرد.

## فیلم‌شناسی
فهرست برخی از فیلم‌هایی که عمر چاپارو در آن‌ها به ایفای نقش پرداخته است:
- چگونه عاشقی لاتین‌تبار باشیم-۲۰۱۷
- بر فراز دریا-۲۰۱۸
- نمایش سگ‌ها-۲۰۱۸
- کارآگاه پیکاچو-۲۰۱۹
- خاموشی-۲۰۲۲